# Alejandro Foxley

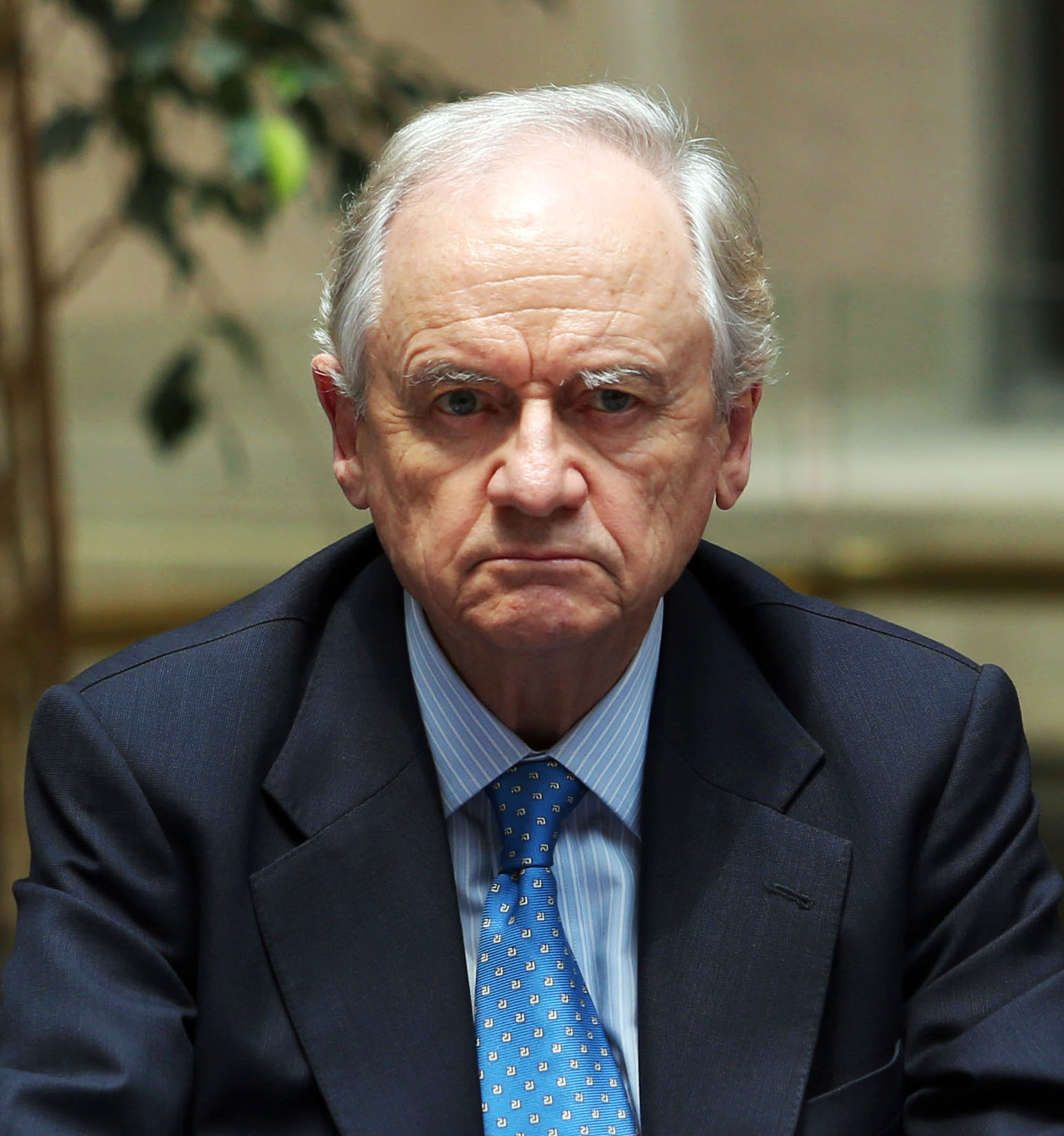
Alejandro Foxley 2016

Alejandro Tomás Foxley Rioseco (* 26. Mai 1939 in Viña del Mar) ist ein chilenischer Bauingenieur und Volkswirt sowie Politiker der Partido Demócrata Cristiano de Chile (PDC). Er war zwischen 1990 und 1994 Finanzminister Chiles unter Präsident Patricio Aylwin. Von 2006 bis 2009 übte er das Amt des Außenministers unter Michelle Bachelet aus.

## Wissenschaftliche Laufbahn
Foxley verfügt über einen Ph.D. der Wirtschaftswissenschaften von der University of Wisconsin-Madison und über einen grundlegenden Abschluss in Ingenieurwesen von der Katholischen Universität von Valparaíso. Er lehrte an mehreren Hochschulen, darunter 1973 an der University of Sussex, 1975 an der University of Oxford, 1978 am Massachusetts Institute of Technology, 1981 an der University of California, Berkeley, 1985 an der University of California, San Diego sowie an der University of Notre Dame.
Zwischen 1976 und 1990 arbeitete er für den wirtschaftspolitischen Think Tank Corporación de Estudios para Latinoamérica (CIEPLAN).

## Politischer Werdegang
Nach der Rückkehr Chiles zur Demokratie berief ihn der neu gewählte christdemokratische Präsident Aylwin als Finanzminister in sein Kabinett. Dieses Amt füllte er bis 1994 aus. Parallel dazu war er für die Interamerikanische Entwicklungsbank tätig. Zudem leitete er ein Entwicklungskomitee bei der Weltbank und dem Internationalen Währungsfonds (IWF).
Foxley war an einer Kandidatur für das Präsidentenamt bei der Präsidentschaftswahl 1993 interessiert, konnte sich jedoch innerparteilich nicht durchsetzen. An seiner Stelle kandidierte Eduardo Frei Ruiz-Tagle, der bei der Wahl am 13. Dezember 1993 bereits im ersten Wahlgang die absolute Mehrheit holte. Foxley bewarb sich anschließend für einen Sitz im chilenischen Senat und wurde bei der Parlamentswahl 1997 zum Senator für den Wahlbezirk Santiago West gewählt. Dem Senat gehörte er von 1998 bis 2006 an und war vier Jahre Vorsitzender des Finanzausschusses. Von 1994 bis 1997 war er Vorsitzender der PDC.
Nach der Präsidentschaftswahl 2005/2006 berief ihn die erste Präsidentin Chiles Michelle Bachelet in ihr Kabinett. Von 2006 bis 2009 war er als Außenminister Chiles tätig.
Foxley gilt als politischer Pragmatiker, der sich an der politischen Mitte ausrichtet.
Am 2. Oktober 2017 wurde er zum Verwaltungsrat der Banco del Estado de Chile sowie deren Vizepräsidenten ernannt.